# Prins van Oranje
Die Prins van Oranje war ein Minenleger der niederländischen Marine im Zweiten Weltkrieg, auf Kiel gelegt am 20. September 1930 bei De Maas Dockyard in Slikkerveer. Der Stapellauf erfolgte am 10. Juli 1931, die Indienststellung am 2. Februar 1932.
Am 8. Dezember 1941 wurde die Prins van Oranje unter dem Kommando von Lt.Cdr. Antoine Catharinus van Versendaal in Tarakan stationiert, um defensive Minenfelder gegen eine erwartete japanische Invasion zu legen. Da keine Anzeichen für eine Invasion zu erkennen waren, ging das Schiff nach Tawao in Britisch-Nordborneo. Dort kaperte es das japanische Fischereifahrzeug Borneo Maru sowie drei weitere kleine Boote. Sieben kleine Fahrzeuge wurden versenkt und insgesamt 56 japanische Fischer gefangen genommen. Am 12. Dezember 1941 kehrte die Prins van Oranje nach Tarakan zurück. Ende Dezember 1941 und im Januar 1942 griffen japanische Bomber den Minenleger mehrfach an, ohne direkte Treffer zu erzielen. Allerdings verursachte ein Nahtreffer am 9. Januar 1942 leichte Schäden und Verwundete. In der Nacht 10./11. Januar 1942 versuchte die Prins van Oranje auf nördlichem Kurs vor der Invasion auf Tarakan zu entkommen, wurde aber durch den japanischen Zerstörer Yamakaze und Patrouillenboot Nr. 38 gesichtet und angegriffen. Der nur schwach bewaffnete Minenleger war gegen diese Übermacht hoffnungslos unterlegen und wurde mit dem Großteil der Besatzung versenkt. Nur sechzehn Überlebende konnten gerettet werden. Wie viele Besatzungsmitglieder tatsächlich an Bord waren, ist allerdings unklar, da vor Auslaufen die Verwundeten vom Luftangriff am 9. Januar an Land in ein Hospital gebracht und einige Besatzungsmitglieder an die Borneo Maru, die zum Patrouillenboot Van Masdijn ausgerüstet wurde, abgegeben wurden. Die Van Masdijn sank am 10. Januar 1942 durch Bomben eines japanischen Flugbootes, wobei weitere Besatzungsmitglieder der Prins van Oranje starben.
Auch das Schwesterschiff der Prins van Oranje, die Gouden Leeuw, überlebte den Vormarsch der Japaner im Pazifik nicht. Es legte einige defensive Minensperren vor Java und wurde schließlich am 7. März 1942 vor den anrückenden japanischen Truppen in Soerabaja (Indonesien) von der Besatzung selbst versenkt.